# Miklós Nagy (istoric literar)
Miklós Nagy (n. 27 iunie 1924, Szombathely, Comitatul Vas, Regatul Ungariei – d. 13 aprilie 2002, Budapesta, Ungaria) a fost un istoric literar și profesor universitar maghiar.

## Biografie
Părinții său au fost Kálmán Nagy și Gabriella Geltch. După absolvirea liceului în 1942 a urmat în perioada 1942-1947 cursurile secției de maghiară-latină a Facultății de Filozofie a Universității Pázmány Péter din Budapesta. Între perioada 1947-1949 a lucrat la Biblioteca Națională Széchényi. Între 1949 și 1984 a predat istoria literaturii maghiare la Universitatea Eötvös Loránd din Budapesta. Din 1962 a fost editorul ediției critice complete Mór Jókai. Din 1965 a fost membru al Societății de Istorie Literară Maghiară. În anii 1984-1987 a fost profesor universitar la Universitatea Kossuth Lajos din Debrețin, apoi profesor universitar de istoria literaturii maghiare din secolul al XIX-lea din 1987 până în 1994 și șef de catedră. S-a pensionat în 1994.

## Viața privată
În 1952 s-a căsătorit cu Évá Döbrentey cu care a avut o fiică: Magdolna (n. 1954).

## Lucrări
- Szöveggyűjtemény a XIX. sz. második felének irodalmából (editat de László Bóka și Béla G. Németh, 1961)
- Jókai. A regényíró útja 1868-ig (monografie, 1968)
- Kemény Zsigmond (monografie, 1972)
- Jókai Mór alkotásai és vallomásai tükrében (monografie, 1975)
- Virrasztók (studii și articole, 1987)
- A magyar irodalom története 1849-1905-ig IV. (editor, 1995)
- Klió és más múzsák (1997)
- Jókai Mór; Korona, Budapesta, 1999 (Klasszikusaink)
- A magyar irodalom története 1849-től 1905-ig; Kossuth Egyetemi, Debrețin, 2005 - în colaborare cu László Imre și cu  Pál S. Varga

## Premii și distincții
- Candidat în filologie (1964)
- Premiul Toldy Ferenc (1984)
- Premiul Wessely Lászlój (1992)
- Cavaler al Ordinului de Merit al Republicii Ungare (1994)
- Premiul Komlós Aladár (1994)
- Premiul Forintos (1998)
- Premiul Oltványi (2001)[3]